# Ewa Drozd
Ewa Drozd z domu Wierzbowska (ur. 8 października 1963 w Stąporkowie) – polska polityk, samorządowiec i pedagog, posłanka na Sejm VI, VII i VIII kadencji.

## Życiorys
Jest córką Michała i Leokadii. Ukończyła studia z zakresu pedagogiki pracy socjalnej na Wydziale Pedagogiki Wyższej Szkoły Pedagogicznej (magister pedagogiki). Odbyła studia podyplomowe w Państwowej Wyższej Szkole Zawodowej w Legnicy (zarządzanie w oświacie). W 1985 podjęła pracę w przedszkolu nr 20 w Głogowie. W 1993 awansowała na wicedyrektora placówki, a rok później na jej dyrektora. W 2001 przystąpiła do Platformy Obywatelskiej, wchodziła w skład zarządu regionu i rady regionu tej partii w województwie dolnośląskim, a także w skład krajowej komisji rewizyjnej. W 2006 została wybrana do sejmiku województwa dolnośląskiego III kadencji.
W przedterminowych wyborach parlamentarnych w 2007 została wybrana do Sejmu, startując z 2. miejsca listy PO w okręgu wyborczym nr 1 (Legnica). Uzyskała 19 908 głosów, co dało jej drugie miejsce wśród kandydatów swojej partii i czwarte w całym okręgu.
W wyborach parlamentarnych w 2011 ponownie wybrano ją do Sejmu, uzyskała 14 205 głosów (ponownie drugie miejsce wśród kandydatów swojej partii i czwarte w całym okręgu).
W 2015 straciła prawo jazdy za jazdę z prędkością 103 km/h na obszarze zabudowanym.
W wyborach w 2015 z powodzeniem ubiegała się o reelekcję, otrzymując 16 312 głosów. W Sejmie VIII kadencji została członkinią Komisji Polityki Społecznej i Rodziny oraz Komisji Ustawodawczej. W wyborach w 2019 nie została wybrana na kolejną kadencję.